# ルドルフ・ニールリッヒ
ルドルフ・ニールリッヒ（Rudolf Nierlich、1966年1月20日-1991年5月18日）はオーストリア、オーバーエスターライヒ州バート・イシュル出身の元アルペンスキー選手。「ルディ」「星の王子様」の愛称で国民的人気を博したが、交通事故でわずか25歳でこの世を去った。

## 来歴
ニールリッヒはオーストリア・オーバーエスターライヒ州に家具職人の子として生まれた。幼少の頃からおとなしい性格ではあったが、スキーを始めるとその才能を徐々に開花させていった。
1984年にジュニア世界選手権で優勝し、翌シーズンからオーストリアナショナルチーム入り。途中軍役などを経て1988年にFISワールドカップ・シュラドミング大会の大回転で初勝利。1988年カルガリーオリンピックでは大回転で5位入賞。翌1989年にはアメリカ・ヴェイルで開催されたアルペンスキー世界選手権の大回転・回転の2種目制覇を成し遂げる。同シーズンでは日本で行なわれたワールドカップ2大会においても富良野大会で大回転、志賀高原大会で回転を制している。
1991年、地元オーストリアのザールバッハ＝ヒンターグレムで行なわれた世界選手権で大回転2連覇を達成した。
ワールドカップ通算8勝、このシーズン自己最高の総合3位となった。
同年5月18日、ニールリッヒは自動車を運転中にカーブを曲がり切れず、道路外に転落し民家に激突して亡くなった。